# Mimiphiastus vivesi
Mimiphiastus vivesi – gatunek chrząszcza z rodziny kózkowatych i podrodziny zgrzypikowych. Jedyny przedstawiciel rodzaju Mimiphiastus.

## Zasięg występowania
Gatunek ten występuje w Australijskim stanie Queensland.